# 邹云增
邹云增（1960年10月—），生于山东青岛，复旦大学教授，主要从事心血管系统内科学的研究。发表论文百余篇，中国教育部第6批“长江学者”特聘教授，曾获得教育部科技进步二等奖等奖项。

## 生平
1984年取得北京医学院医学系学士学位，1997取得东京大学医学部心内科博士学位。
曾先后在青岛医学院附属医院心内科担任主治医师、东京大学医学部心内科从事博士后研究，2004年至今，担任复旦大学附属中山医院教授。